# Geissanthus dentatus
Geissanthus dentatus är en viveväxtart som först beskrevs av Hipólito Ruiz López och Pav., och fick sitt nu gällande namn av J. F. Macbride. Geissanthus dentatus ingår i släktet Geissanthus och familjen viveväxter. Inga underarter finns listade i Catalogue of Life.